# Trung Đông Anpơ
Trung Đông Anpơ là một tập hợp các rặng núi trong dãy núi Alpes trải dài từ miền bắc Ý (vùng Lombardia) tới phía đông Thụy Sĩ (bang Graubünden) dọc theo chiều dài nước Áo (tới tận bang Steiermark), đi qua Liechtenstein. Dãy này là đoạn kéo dài các ngọn núi cao nhất của rặng Alpes glaronaises và Alpes lépontines.
Dãy núi này khác với dãy Alpes đá vôi phía bắc và Alpes đá vôi phía nam về mặt cấu tạo địa chất. Dãy này gồm các đá kết tinh (gơnai, đá bảng, từng chỗ là đá granite), chứ không là những đá trầm tích. Các ngọn núi của dãy này cũng rất cao.

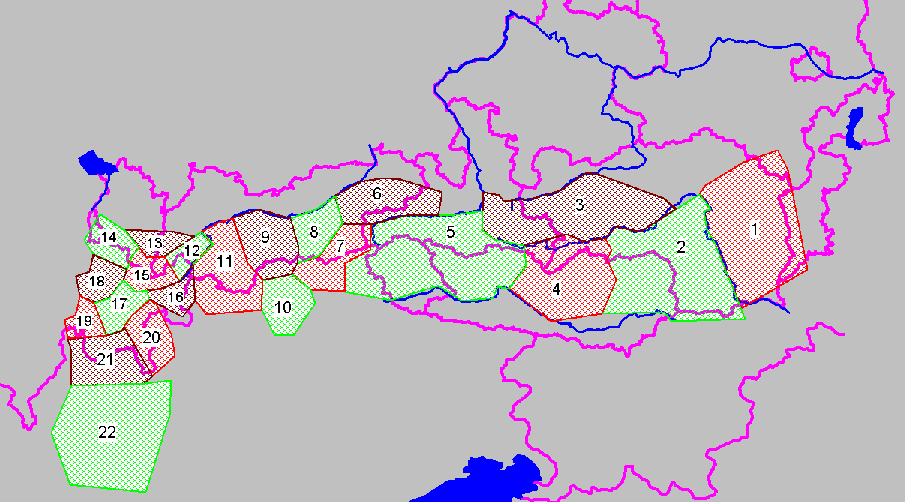
Les massifs des Alpes orientales centrales
(màu hồng, biên giới của các bang Áo và các nước biên giới).

Các rặng núi (từ đông sang tây) làm thành dãy "Trung Đông Anpơ" là :
- Các núi ở phía đông sông Mur (gồm các núi Hochwechsel, Alpes de Fischbach, Grazer Bergland) (1)
- Alpes de Lavanttal (2)
- Niedere Tauern (3)
- Alpes de Gurktal (4)
- Hohe Tauern (5)
- Alpes de Kitzbühel (6)
- Alpes de Zillertal (7)
- Alpes de Tux (8)
- Alpes de Stubai (9)
- Alpes de Sarntal (10)
- Alpes de l'Ötztal (11)
- Massif de Samnaun (12)
- Massif de Verwall (13)
- Dãy núi Rätikon (14)
- Silvretta (15)
- Dãy núi Sesvenna (16)
- Dãy núi Albula (17)
- Dãy núi Plessur (18)
- Dãy núi Oberhalbstein (19)
- Dãy núi Livigno (20)
- Dãy núi Bernina (21)
- Alpes bergamasques (22)